# Baviola
Baviola Simon, 1898 è un genere di ragni appartenente alla famiglia Salticidae.

## Distribuzione
Le 3 specie note di questo genere sono endemiche delle isole Seychelles.

## Tassonomia
A maggio 2010, si compone di tre specie:
- Baviola braueri Simon, 1898[2] — Isole Seychelles
- Baviola luteosignata Wanless, 1984 — Isole Seychelles
- Baviola vanmoli Wanless, 1984 — Isole Seychelles

### Sinonimia
- Baviola spatulata Wanless, 1984: gli esemplari raccolti sono stati esaminati dall'aracnologo Benjamin che in uno studio del 2004 ne ha ravvisato la sinonimia con B. braueri[1].

### Nomen dubium
- Baviola tenuimana (Simon, 1893), sempre delle isole Seychelles e originariamente descritta come Viciria tenuimana, a seguito di uno studio dell'aracnologo Wanless del 1984 è da considerarsi nomen dubium[1].